# El Rosario, Río Bravo
El Rosario är en ort i Mexiko.   Den ligger i kommunen Río Bravo och delstaten Tamaulipas, i den nordöstra delen av landet, 700 km norr om huvudstaden Mexico City. El Rosario ligger 26 meter över havet och antalet invånare är 142.
Terrängen runt El Rosario är mycket platt. Runt El Rosario är det ganska tätbefolkat, med 104 invånare per kvadratkilometer. Närmaste större samhälle är Río Bravo, 18,6 km väster om El Rosario. Trakten runt El Rosario består till största delen av jordbruksmark.